# Pholidaster squamatus
Pholidaster squamatus is een zeester uit de familie Zoroasteridae.
De wetenschappelijke naam van de soort werd in 1889 gepubliceerd door Percy Sladen.